# Slavkov (kraj zliński)
Slavkov – gmina w Czechach, w powiecie Uherské Hradiště, w kraju zlińskim. Według danych z dnia 1 stycznia 2012 liczyła 683 mieszkańców.